# Roses Are Red (groupe)
Pour les articles homonymes, voir Roses Are Red.
Roses Are Red (à l'origine appelé Nobody Cares) est un groupe américain de rock, originaire de Rochester, New York,. Le groupe était membre du label Trustkill Records.

## Historique
Roses Are Red est formé à l'été 2002 par d'autres membres issus d'autres groupes issus de l'Ouest de New York. Il comprend à l'origine Vincent Minervino,, au chant, Brian et Matthew Gordner,,, à la guitare, Kevin Mahoney,, à la basse, et Michael Lasaponara,, à la batterie. À peine deux mois après sa formation, le groupe enregistre une démo quatre titres et tourne à la fin 2002. Leur premier album, Handshakes and Heartbreaks, est publié en juin 2003, et est suivi par une tournée américaine entre septembre et août 2003. Le groupe est nommé The Next Big Thing par Absolutepunk.net, et suscite l'intérêt des labels. Au printemps 2004, Roses Are Red signe avec le label indépendant Trustkill Records,.
Après quelques dates au Warped Tour, le groupe publie l'album Conversations à la fin 2004. L'album est produit par Chris Badami (The Early November, The Starting Line). Le groupe tourne en soutien à Conversations, avec The Plain White T's, Underoath, Silverstein, Matchbook Romance, Chiodos et Hawthorne Heights. RAR revient au Warped Tour en 2005 avec Boys Night Out, Armor for Sleep, From First to Last et Emery.
En mars 2005, pendant une tournée avec A Thorn for Every Heart, Kevin Mahoney quitte le groupe et est remplacé par Brad Gilboe. Mahoney began joue de la guitare pour Polar Bear Club. Roses Are Red passe le début de l'année 2006 à écrire son deuxième album, What Became of Me, qui est publié en juin 2006 et devenu l« un des albums les plus attendus » par Alternative Press. L'album est produit par Brian McTernan (Thrice, Circa Survive, Darkest Hour, Senses Fail).
Après le départ de Michael Lasaponara et Shaun Murphy en février 2007, juste après leur tournée Glitz 'N Glamour (avec Rookie of the Year, Scènes From A Movie et Four Letter Lie), le groupe se met en pause, puis se sépare définitivement.

## Membres

### Derniers membres
- Vincent Minervino[19],[20],[8] - chant, piano
- Michael Lasaponara[19],[6],[8] - batterie
- Shaun Murphy[21],[4] - guitare, chant
- Tom Zenns[21],[4] - guitare
- Andy Champion[22] - basse

### Anciens membres
- Kevin Mahoney[19],[4],[8] - basse, chant
- Matthew Gordner[9],[6],[7],[8] - guitare
- Brian Gordner[9],[6],[7],[8] - guitare
- Brad Gilboe[4],[7] - basse, chant

## Discographie

### Albums studio
- 2003 : Handshakes and Heartbreaks
- 2004 : Conversations
- 2006 : at Became of Me

### Autres apparitions
- White and Gold dans Take Action!, Vol. 4[23] (2004) et Warped Tour 2005 Tour Compilation[24] (2005)
- Last Christmas dans Taste of Christmas[25] (2005)
- Cherub Rock dans The Killer in You: A Tribute to Smashing Pumpkins[26] (2005)
- 300 Motion Pictures dans Trustkill Takeover Vol.1[27] (2005), Music On the Brain, Vol.2[28] (2005) et The Best of Taste of Chaos[29] (2006)
- We Never Knew dans Trustkill Takeover Vol.2[30] (2006)
- Failing dans Warped Tour 2006 Compilation[31] (2006)